# 喜多郎の十五少女漂流記
『喜多郎の十五少女漂流記』（きたろうのじゅうごしょうじょひょうりゅうき）は、1992年の日本映画。
ジュール・ベルヌの『十五少年漂流記』をモチーフにしており、喜多郎が企画・音楽を担当した。 
この映画のためにアミューズによる全国オーディション「放課後の熱帯魚〜べっぴんよりすっぴん〜」が開催され、奥山佳恵・山本未來が上位に選ばれ、両名ともこの映画が芸能界デビュー作となった。

## あらすじ
無人島へ探検に行った15人の少女は、迎えの船が沈没したため、島に取り残されてしまう。少女たちのサバイバルが始まる。

## 出演
- 千夏：奥山佳恵
- 未来：山本未來
- 智美：岡崎葉
- 利絵子：牧野利絵子
- 麻里子：武田晴美
- 玉恵：鈴木美恵
- 純：池内心
- 桜：北辻志保
- 桂：小牧芽美
- 靖子：斎藤友美
- 可奈子：浅野麻衣子
- 水磨子：山口令湖
- 留里：野村留里
- 優貴：武内優貴
- 綾：田山真美子

## スタッフ
- 企画・音楽：喜多郎
- 製作総指揮：大里洋吉
- 監督：吉田健
- 原作：遊川和彦
- 脚本：「十五少女漂流記」脚本委員会
- 撮影：佐々木原保志
- 照明：小中健二郎
- 美術：和田洋
- 録音：辻井一郎
- 編集：奥原好幸
- 実景撮影：佐光朗、栗山修司
- 音楽総監修：小六禮次郎
- 企画協力：伊藤一尋
- 製作者：山本久、並木章
- プロデューサー：西川章、出口孝臣、中沢敏明
- 製作：アミューズ、TBS
- 配給：松竹

## 楽曲
- 主題歌：ジョン・アンダーソン「Island of Life」
- イメージソング：奥山佳恵＆フィフティーン・キャンプ「ロマンスBU・SO・KU」